# Kouty (Kravaře)
Kouty (německy Kauthen, polsky Kąty) je část města Kravaře v okrese Opava. Nachází se na jihovýchodě Kravař. Prochází zde silnice I/56. V roce 2009 zde bylo evidováno 525 adres. V roce 2001 zde trvale žilo 1569 obyvatel.
Kouty leží v katastrálním území Kravaře ve Slezsku o výměře 19,37 km².
Hranice mezi částmi Kravaře a Kouty nejsou na první pohled patrné, jsou dány ulicí Hraniční, respektive myšlenou čárou táhnoucí se jejím středem.